# Daniel Cosgrove
Daniel Thomas Cosgrove (New Haven (Connecticut), 16 december 1970) is een Amerikaanse acteur. 
Cosgrove is hier het bekendst van zijn rol als Matt Durning in de serie Beverly Hills 90210, waarin hij speelde van 1998 t/m 2000.

## Persoonlijk
Cosgrove werd geboren in New Haven (Connecticut), en groeide op in Branford (Connecticut). Cosgrove is getrouwd en heeft hieruit vier kinderen.

## Carrière
Cosgrove speelde in 1996 in de soapserie All My Children van ABC in de rol van Scott Chandler. Hij verliet deze show in de herfst van 1998 om andere kansen te onderzoeken.
In datzelfde jaar verhuisde hij naar Los Angeles voor de rol van Matt Durning in de serie Beverly Hills, 90210 waar hij bleef tot het einde van deze serie in 2000. In 2002 speelde Cosgrove de rol van Dick Bagg in de komische film Van Wilder. Cosgrove  verhuisde naar New York in juni 2002 om te werken in de serie Guiding Light als Bill Lewis, hij verliet deze show in oktober 2005, hij keerde hier terug in oktober 2007 en werd genomineerd voor zijn eerste Daytime Emmy Award voor beste dramaserie voor beste acteur in dramaseries in 2008. Hij bleef bij deze serie tot september 2009. Tussen 2005 en 2007 verhuisde hij terug naar Californië voor zijn rol als Jon Lemonick in de serie In Justice, die uitgezonden werd door ABC in januari 2006. In september 2007 speelde hij Freddy Mason in de drama Dirty Sexy Money van ABC. In maart 2010 begon hij aan zijn rol als Chris Hughes in de serie As the World Turns.

## Filmografie

### Films
Uitgezonderd korte films.
- 2024: Bloodline Killer - als Sidney Stone
- 2011: Jeremy Fink and the Meaning of Life – als Herb Muldoun
- 2007: Mattie Fresno and the Holoflux Universe – als David
- 2002: Van Wilder – als Richard Bagg
- 2001: The Way She Moves – als Jason
- 2001: They Crawl – als Ted Gage
- 2001: Valentine – als Campbell Morris
- 2000: Artie – als Frank Wilson
- 2000: Satan's School for Girls – als Mark Lantch
- 1999: Lucid Days in Hell – als Dean
- 1998: The Object of My Affection – als Trotter Bull

### Televisieseries
Uitgezonderd eenmalige gastrollen.
- 2016-2021: Billions - als Dan Margolis - 7 afl.
- 2021: Blue Bloods - als rechercheur Felix Evans - 2 afl.
- 2019-2020: Almost Family - als Chad - 6 afl.
- 2018: You - als Ron - 7 afl.
- 2014-2016: Days of our Lives – als Aiden Jennings – 150 afl.
- 1996-2011: All My Children – als Scott Chandler – 87 afl.
- 2010: As the World Turns – als Chris Hughes – 49 afl.
- 2002-2009: Guiding Light – als Bill Lewis – 275 afl.
- 2007: Dirty Sexy Money – als Freddy Mason – 7 afl.
- 2006: In Justice – als Jon Lemonick – 13 afl.
- 2001: All Souls – als Dr. Brad Sterling – 5 afl.
- 1998-2000: Beverly Hills, 90210 – als Matt Durning – 50 afl.

- Bibliothèque nationale de France: cb15733638r (data)
- International Standard Name Identifier: 0000 0000 0155 855X
- Library of Congress Control Number: no2019070068
- SNAC: w6wc1g0v
- Virtual International Authority File: 10177448